# Сенсорный маркетинг
Сенсорный маркетинг — тип маркетинга, основной задачей которого является воздействие на чувства покупателей (сенсорика), на их эмоциональное состояние, с целью увеличения продаж.
Прямое обращение реализуется через аромамаркетинговые приемы — аромаподпись, ароматизацию помещения, ароматизацию непосредственно продукции; а также тактильномаркетинговые приемы — текстурирование и фактурирование упаковок и малой полиграфии, фирменной промопродукции, создание и поддержание температурного режима в торговом зале или офисе и режима влажности и прочие.
Косвенное обращение реализуется через визуальные и аудиальные образы в рекламе — основано на свойстве психики трансформировать усеченные образы в целостные, дополнять получаемую информацию на основе опыта. (пример: показывая что-то пушистое в ролике и сопровождая мягким «пушистым» звуковым оформлением, мы заставляем зрителя очень реалистично представить себе осязательное ощущение прикосновения к пушистому предмету).
Воздействуя на доминирующие каналы восприятия, можно подкреплять ассоциации и образы, если учтено косвенное обращение к сенсорным каналам.